# Correctievloeistof

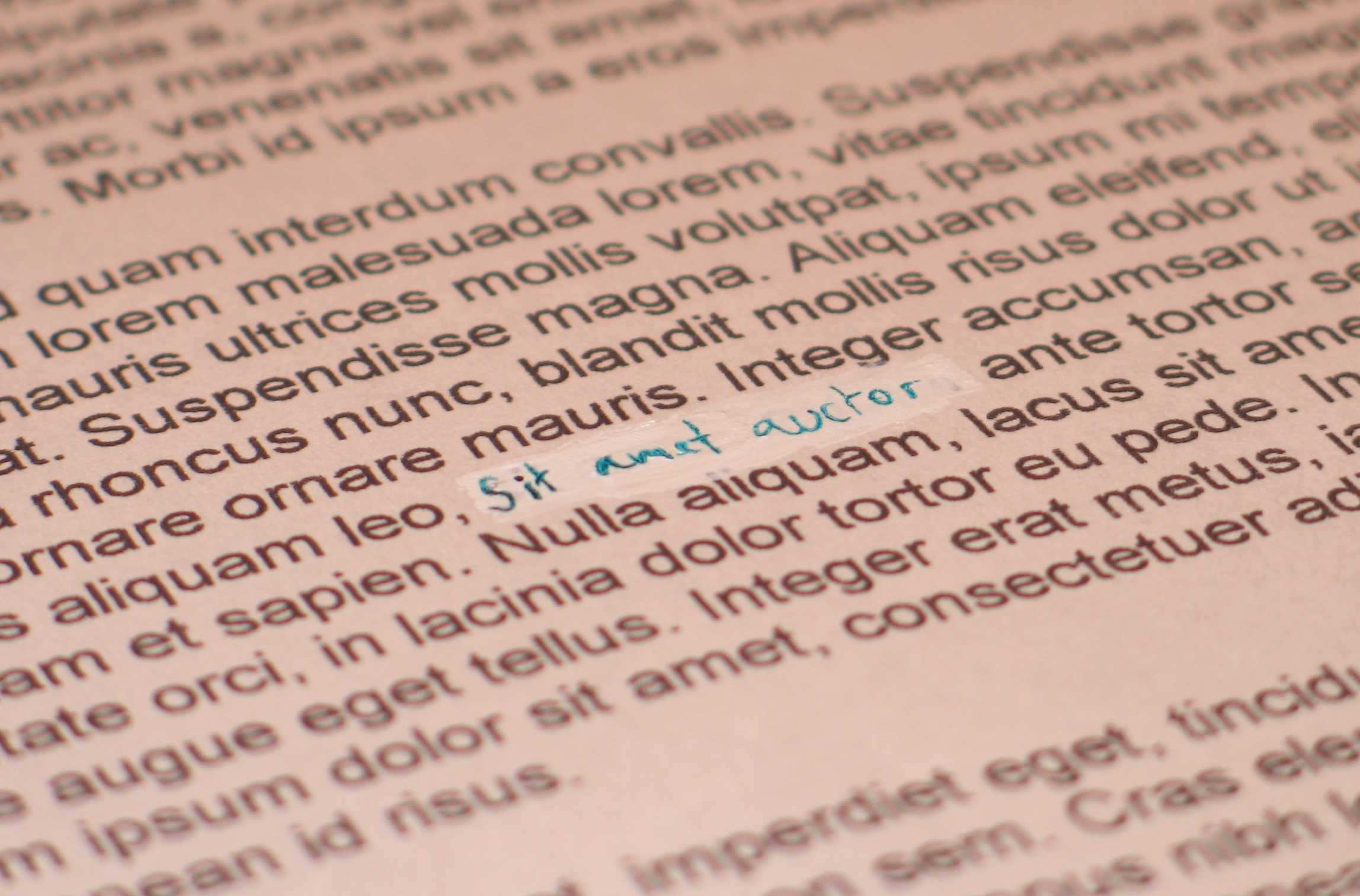
handgeschreven correcties op een gedroogde film aangebracht met een correctievloeistof

Een correctievloeistof is een vloeistof die het mogelijk maakt om correcties aan te brengen in handgeschreven, getypte, gedrukte of gefotokopieerde teksten of tekeningen op papier, karton, of een andere drager.

## Werking
De correctievloeistof is een stof die na opdrogen een ondoorzichtige film achterlaat op de oorspronkelijke markeringen, waarover men dan de gecorrigeerde markering kan aanbrengen. De film moet permanent op het substraat gehecht blijven, niet verkleuren en voldoende buigbaar zijn zodat hij niet barst of loskomt na verloop van tijd. De film (en de vloeistof) mag ook niet interageren met de inkt waarmee de correcties worden aangebracht. Bij voorkeur is de droogtijd van de film zo kort mogelijk.
De correctievloeistof kan men met een borsteltje aanbrengen of met een correctiestift uitrollen. Een moeilijkheid bij het gebruiken van een correctievloeistof is het correct inschatten van de droogtijd. Als men te snel wil corrigeren zal men de film-in-wording verstoren en kan er correctievloeistof aan de pen kleven. Een hulpmiddel daarbij zijn correctievloeistoffen die van kleur veranderen na droging. Ze bevatten een stof die, als de film droogt, door reactie met de lucht van kleur verandert; dit is bijvoorbeeld een kleurstof die na verdamping van het solvent kleurloos wordt.

## Samenstelling

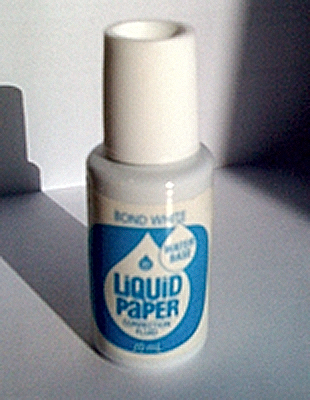
Een flesje "Liquid Paper"

De belangrijkste ingrediënten van een correctievloeistof zijn een solvent, waarin een filmvormend polymeer is opgelost, en een pigment dat in het solvent is gedispergeerd en dat de film ondoorzichtig moet maken. Er kan ook een hulpstof aanwezig zijn om het pigment in suspensie te houden. Het polymeer is doorgaans een acrylhars. Voor gebruik op gewoon wit papier is het pigment titaniumdioxide gangbaar. Het solvent kan een vluchtige organische stof zijn zoals ethanol of aceton, of water - in dit geval spreekt men van "solventvrije" correctievloeistof. De ozonlaagaantastende stof 1,1,1-trichloorethaan werd vroeger ook gebruikt als solvent. Vluchtige organische verbindingen zullen sneller verdampen dan water maar watergebaseerde correctievloeistoffen zijn milieuvriendelijker.
Omdat een vast pigment in de vloeistof na verloop van tijd uitzakt, moet een flesje met correctievloeistof geschud worden vóór gebruik. Na langere tijd zal het oplosmiddel ook uit een gesloten flesje langzaam vervluchtigen, waardoor de vloeistof indikt en eventueel zelfs vast kan worden. De fabrikanten verkopen daarom ook aparte flesjes met "verdunner", dit is vers solvent dat men met de correctievloeistof moet mengen om ze weer vloeibaar te maken.

## Merknamen
In Europa is "Tipp-Ex" de bekendste correctievloeistof en is daarmee zelfs verworden tot een soortnaam. In Noord-Amerika kent men o.a. ook "Liquid Paper" en "Wite-Out" (van BiC).